# Церква Святої Параскеви П'ятниці (Солонів)
Церква Святої Великомучениці Параскеви П'ятниці — чинна дерев'яна церква у селі Солонів  на Рівненщині. Парафія належить до Радивилівського благочиння Рівненської єпархії Православної церкви України. Престольне свято — 10 листопада.

## Розташування
Церква знаходиться у центральній частині села Солонів, на маленькій ділянці в оточенні дерев.

## Історія
Перша письмова згадка про церкву у селі Солонів датована другою половиною XIX століття, тоді про місцевий дерев'яний храм писали: «Коли і ким збудована, невідомо». Оскільки копії метричних книг були з 1785 року, тоді, ймовірно, церква походила щонайпізніше з середини XVIII століття. Церква була парафіяльною. Ймовірно, перебудована за типовим єпархіяльним проектом в другій половині ХІХ ст. За іншими даними, це нова церква, зведена в кінці ХІХ — на початку ХХ століття

### Перехід з УПЦ (МП) в УПЦ (КП)
4 серпня 2014 року парафіяни села настояли на переході з підпорядкування УПЦ МП до УПЦ КП — це стало реакцією на постійні відмови священика відслужити панахиду за загиблими патріотами у протистояннях на Майданах та в боях на Сході України. Віряни просили помолитися за Україну, за мир та спокій у державі, священик же висловлювався за «єдіноє православіє» з центром у Москві, за «канонічєскую церковь» на чолі з патріархом Кирилом. 
20 липня 2014 року відбулось богослужіння, з благословення архієпископа Рівненського і Острозького Іларіона, під час якого було піднесено молитви за мир у нашій Державі, визволення України від нашестя чужинців та про Божу допомогу воякам, які захищають нашу Країну від агресора.
27 липня 2014 року відбулось перше богослужіння українською мовою у складі УПЦ Київського патріархату, яке провели новопризначений настоятель парафії ієромонах Онуфрій у співслужінні благочинного Радивилівського благочиння протоієрея Ігоря Данилюка.

## Архітектура
Церква одноверха,хрещата в плані, з прибудованою дерев'яною дзвіницею. В інтер'єрі церкви новий іконостас.